# Friedhelm Funkel
Friedhelm Funkel (* 10. Dezember 1953 in Neuss) ist ein ehemaliger deutscher Fußballspieler und Fußballtrainer.

## Spielerkarriere
Nach einer Ausbildung zum Großhandelskaufmann begann Funkel in der Saison 1973/74 im Alter von 19 Jahren seine Spielerkarriere beim Krefelder Verein Bayer 05 Uerdingen (heute KFC Uerdingen 05). Zwischen 1980 und 1983 spielte der torgefährliche Mittelfeldspieler beim 1. FC Kaiserslautern, bevor er anschließend wieder nach Krefeld zurück wechselte. Nach 320 Bundesligaspielen, in denen er 83 Tore erzielte, beendete er im Mai 1990 in Uerdingen seine Karriere. Seine 254 Spiele und 59 Tore für Bayer Uerdingen bedeuten bis heute Bundesligarekord für die Krefelder. Außerdem absolvierte er für Uerdingen 1974/75 und von 1976 bis 1979 in der 2. Bundesliga Nord 152 Spiele und erzielte dabei 66 Tore.
Sein größter Erfolg als Spieler war der Gewinn des DFB-Pokals 1985 mit dem FC Bayer 05 Uerdingen durch einen 2:1-Sieg über den FC Bayern München. Als Spieler von Bayer 05 war er außerdem 1986 am so genannten Wunder von der Grotenburg beteiligt, als die Mannschaft durch ein denkwürdiges 7:3 gegen Dynamo Dresden das Halbfinale im Europokal der Pokalsieger erreichte.
Zwischen dem 31. März (1:0 gegen die Sowjetunion in Kassel) und dem 22. September 1981 (1:0 gegen Luxemburg in Luxemburg) bestritt er vier Länderspiele für die B-Nationalmannschaft, wobei er am 21. Mai in Bremen beim 3:0-Sieg gegen die A-Auswahl Irlands sein einziges Länderspieltor erzielte.

## Trainerkarriere

### Anfänge in Neuss und Uerdingen
In seiner Freizeit als Spieler von Bayer 05 Uerdingen trainierte Funkel in der Saison 1989/90 seinen ehemaligen Jugendverein VfR Neuss in der damaligen NRW-Landesliga.
Zum Ende der Saison 1990/1991 übernahm er für die zwei restlichen Saisonspiele den Cheftrainerposten beim Bundesligisten Uerdingen. Mit den Krefeldern stieg er 1991, 1993 und 1996 in die 2. Bundesliga ab, zweimal gelang ihm mit seinen Mannschaften der sofortige Wiederaufstieg (1992, 1994). Nach dem Abstieg 1996 wechselte er zum Zweitligisten MSV Duisburg.

### MSV Duisburg
Am 8. April 1996 begann er seine Arbeit in Duisburg als Nachfolger von Hannes Bongartz. Kurz darauf stieg Funkel mit dem MSV in die 1. Bundesliga auf, wo er drei Mal hintereinander den Klassenerhalt (mit einstelligen Tabellenplätzen) mit seinen Spielern erreichte. 1998 zog seine Mannschaft ins Finale des DFB-Pokals ein, welches mit 1:2 gegen den FC Bayern München verloren wurde. Die Saison 1999/2000 verlief nicht zufriedenstellend; als seine Mannschaft auf dem letzten Tabellenplatz stand, wurde er am 24. März 2000 beurlaubt.

### Über Rostock nach Köln
Am 19. September 2000 übernahm Funkel den damaligen Bundesligisten Hansa Rostock auf einem Abstiegsplatz. Der von ihm trainierten Mannschaft gelang es drei Spieltage vor Saisonende, die Klasse zu halten. Zur Saison 2001/02 wurde sein jüngerer Bruder Wolfgang Funkel als Assistenztrainer eingestellt. Nach einigen schwachen Partien wurde Funkel am 1. Dezember 2001 freigestellt.
Am 14. Februar 2002 wurde Friedhelm Funkel Trainer beim Erstligisten 1. FC Köln. Trotz einer guten Bilanz (keine Heimniederlage) konnte Friedhelm Funkel die Kölner nicht vor dem Abstieg in die 2. Bundesliga retten. In der Saison 2002/03 gelang der sofortige Wiederaufstieg. In der Saison 2003/04 wurde Friedhelm Funkel nach einem schwachen Saisonstart (7 Punkte nach 10 Spieltagen) am 30. Oktober 2003 entlassen.

### Eintracht Frankfurt
Zu Beginn der Saison 2004/05 übernahm Funkel die Mannschaft von Eintracht Frankfurt nach dem Abstieg in die 2. Bundesliga; 2005 gelang ihm mit einer jungen Mannschaft der Wiederaufstieg in die 1. Bundesliga. Die Saison 2005/06 endete auf Platz 14 der 1. Bundesliga. Eintracht Frankfurt zog ins Finale des DFB-Pokals ein, das sie gegen Bayern München mit 0:1 verlor. Für Funkel war dieses Spiel nach 1998 (mit dem MSV Duisburg) das zweite Finale in seiner Karriere als Trainer, auch damals hieß der Gegner Bayern München. Da sich die Bayern als Deutscher Meister direkt für die Champions League qualifizierten, starteten die Frankfurter in der Saison 2006/07 erstmals seit 1994 wieder im UEFA-Cup. Trotz guter Leistungen überstanden sie die Gruppenphase nicht. 2006/07 gelang erneut der Klassenerhalt in der 1. Bundesliga (Platz 14) und der Halbfinaleinzug im DFB-Pokal. Die Saison 2007/08 endete mit Platz 9.
Nachdem in der Schlussphase der Bundesliga-Saison 2008/09 aufgrund des sportlich unbefriedigenden Verlaufs der Rückrunde von Teilen der Öffentlichkeit wiederholt Kritik an Funkels Arbeit geleistet worden war und Zuschauer bei Heimspielen verbal dessen Entlassung gefordert hatten, bat Funkel vor dem letzten Saisonspiel die Vereinsführung um eine vorzeitige Beendigung des eigentlich bis zum 30. Juni 2010 befristeten Vertrags. Der Verein entsprach der Bitte Funkels.

### Hertha BSC
Am 3. Oktober 2009 wurde Funkel Trainer bei Hertha BSC, die zu dem Zeitpunkt auf dem letzten Tabellenplatz stand. Er folgte damit dem kurz zuvor freigestellten Lucien Favre nach. In der UEFA Europa League 2009/10 führte Funkel die Mannschaft ins Sechzehntelfinale, in dem sie gegen Benfica Lissabon verlor. Im Mai 2010 gab der als Tabellenletzter abgestiegene Verein bekannt, dass Funkels zum Saisonende auslaufender Vertrag nicht verlängert werde.

### VfL Bochum
Zur Saison 2010/11 wurde Funkel Trainer des Bundesligaabsteigers VfL Bochum. Die Mannschaft erreichte unter Funkel den dritten Tabellenplatz und somit die Relegationsspiele zur 1. Bundesliga, in denen man an Borussia Mönchengladbach scheiterte. Funkel wurde am 14. September 2011 im laufenden Spieljahr beurlaubt. Vier Pflichtspiele in Folge wurden verloren und Bochum stand nach sieben Spieltagen auf Rang 17 der Tabelle.

### Alemannia Aachen

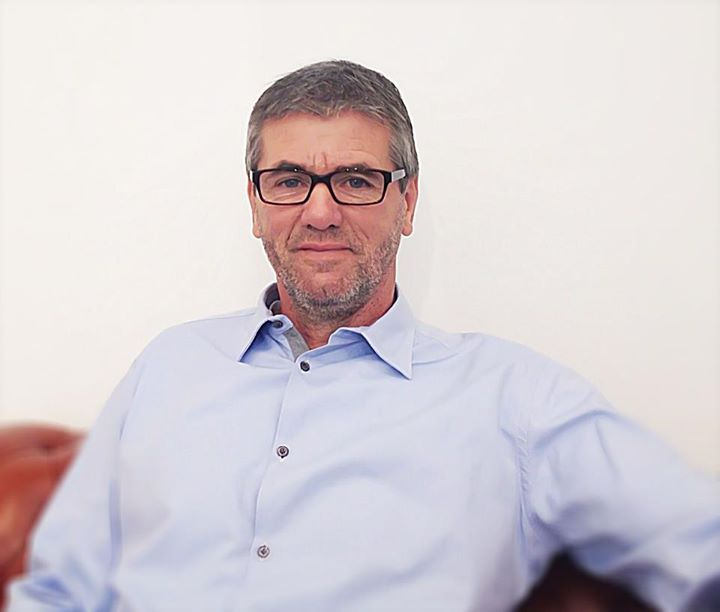
Friedhelm Funkel (2012)

Fünf Tage nach seiner Freistellung beim VfL Bochum übernahm Funkel am 19. September 2011 bei Alemannia Aachen die Funktion des Cheftrainers und erhielt einen bis 2013 laufenden Vertrag. Der Zweitligist befand sich nach dem 8. Spieltag der Saison 2011/12 mit vier Punkten auf dem vorletzten Tabellenplatz. Unter Funkels Führung erlangte das Team in insgesamt 20 Ligaspielen 17 Zähler, bevor der Verein ihn am 1. April 2012 infolge des 28. Spieltags nach fünf Niederlagen in Folge und dem Rückfall auf einen direkten Abstiegsplatz beurlaubte.

### TSV 1860 München
Ab September 2013 war Funkel Trainer des damaligen Zweitligisten TSV 1860 München. Nachdem der Verein und Funkel im März 2014 die Trennung zum Saisonende bekanntgegeben hatten, wurde Funkel Anfang April nach einer 0:3-Heimniederlage gegen den Karlsruher SC auf dem neunten Platz stehend vorzeitig freigestellt. Seine Nachfolge trat Markus von Ahlen an.

### Fortuna Düsseldorf
Mitte März 2016 wurde Funkel als Nachfolger von Marco Kurz Cheftrainer des damaligen Zweitligisten Fortuna Düsseldorf. Am 28. April 2018 schaffte er mit den Düsseldorfern den Aufstieg in die erste Bundesliga. In der Winterpause der Spielzeit 2018/19 lehnte Funkel es ab, über eine eventuelle Vertragsverlängerung erst nach Saisonende im Mai 2019 zu verhandeln, und gab bekannt, im Anschluss daran nicht mehr als Cheftrainer für die Fortuna aktiv sein zu wollen. Im Januar 2019 gab der Verein dann bekannt, Funkels Vertrag bis 30. Juni 2020 zu verlängern, sollte die Mannschaft den Klassenerhalt erreichen. Die Fortuna beendete die Spielzeit unter Funkel schließlich auf dem 10. Platz.
Im Dezember 2019 wurde der Vertrag mit Funkel unter der Bedingung, dass die Fortuna den Klassenerhalt erreicht, bis zum 30. Juni 2021 verlängert.

„Ich habe immer wieder betont, wie sehr mir dieser Verein ans Herz gewachsen ist. Daher macht es mich stolz, dass der erfolgreiche Weg, den wir in den letzten Jahren eingeschlagen haben, auch nach dieser Saison seine Fortsetzung findet. Ich bin mir nicht erst nach dem emotionalen Heimsieg gegen Union Berlin sicher, dass wir die Klasse halten können.“

Am 29. Januar 2020 gab der Verein die Trennung von Funkel bekannt. Seine Nachfolge trat Uwe Rösler an. Funkel bekräftigte daraufhin seine frühere Ankündigung, dass seine Karriere als Trainer damit beendet sei.

### Rückkehr zum 1. FC Köln
Mitte April 2021, nach dem 28. Spieltag, kehrte Funkel bis zum Ende der Bundesligasaison 2020/21 zum 1. FC Köln zurück und löste Markus Gisdol als Cheftrainer ab. Die Mannschaft stand zu diesem Zeitpunkt mit 23 Zählern auf dem 17. Platz bei drei Punkten Rückstand auf den Relegationsplatz. Vor Funkels Antritt waren die Kölner seit acht Ligapartien sieglos. Unter Funkel holte das Team in den verbleibenden sechs Bundesligaspielen zehn Punkte, darunter drei Siege und ein Remis, womit der Relegationsplatz erreicht wurde. Anschließend gewann Köln die Relegationsspiele gegen den Dritten der 2. Bundesliga, Holstein Kiel, mit dem Gesamtergebnis von 5:2.

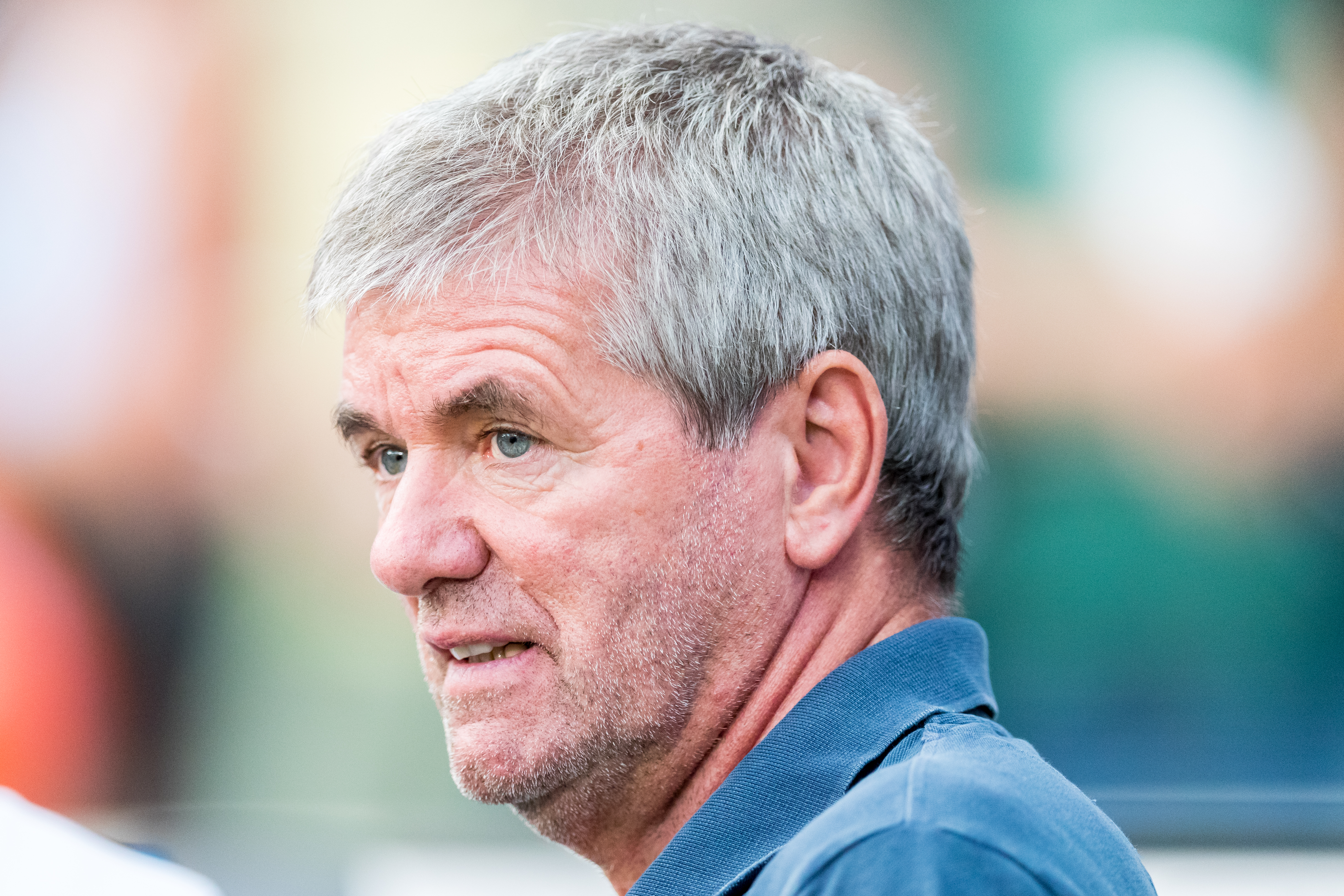
Friedhelm Funkel (2022)

### 1. FC Kaiserslautern
Mitte Februar 2024 kehrte Funkel als Cheftrainer zum 1. FC Kaiserslautern zurück, für den er von 1980 bis 1983 als Spieler aktiv gewesen war. Er übernahm den abstiegsbedrohten Zweitligisten nach dem 21. Spieltag der Saison 2023/24 als Nachfolger von Dimitrios Grammozis. Die Roten Teufel standen zu diesem Zeitpunkt mit 21 Punkten auf dem Abstiegsrelegationsplatz und waren punktgleich mit dem ersten direkten Abstiegsplatz, während ein Nicht-Abstiegsplatz zwei Punkte entfernt war. Nachdem der FCK mit Funkel bereits am 33. Spieltag vorzeitig den Klassenerhalt sichern konnte, schloss man die Saison nach einem 5:0-Heimsieg gegen Eintracht Braunschweig am letzten Spieltag mit sieben Punkten Vorsprung auf Platz 16 und acht Punkten Vorsprung auf Platz 17 auf Rang 13 mit 39 Punkten ab. Durch einen 2:0-Erfolg im DFB-Pokalhalbfinale in Saarbrücken erreichte Funkel mit dem FCK zudem das Finale des DFB-Pokals, welches der FCK mit 1:0 gegen Bayer Leverkusen verlor. Mit Ende der Saison verließ er den Verein.

### Erneute Rückkehr nach Köln
Anfang Mai 2025 übernahm Funkel zum dritten Mal in seiner Karriere den 1. FC Köln und löste Gerhard Struber ab. Er unterschrieb einen Vertrag bis zum Ende der Saison 2024/25. Die Mannschaft stand zwei Spieltage vor dem Saisonende auf dem 2. Platz der 2. Bundesliga, hatte nach fünf Punkten aus den letzten fünf Spielen aber nur noch drei Punkte und ein jeweils schlechteres Torverhältnis Vorsprung auf den Relegationsplatz bzw. den 4. Platz. Durch zwei Siege stiegen die Kölner als Meister in die Bundesliga auf. Für Funkel bedeutete dies den siebten Bundesliga-Aufstieg und die dritte Zweitligameisterschaft. Nach dem Saisonende äußerte er, offen für eine Vertragsverlängerung zu sein, sagte dem Verein jedoch später ab und begründete dies mit: „Ich werde nicht noch einmal sieben bis neun Tage warten, ehe sich eine Mehrheit für mich oder einen anderen Trainer ergibt. Die Leute wissen, was ich kann, was ich nicht kann und wie ich Stadt und Vereine kenne. Wenn das jetzt dafür reicht, dann ist das eben so.“

## Erfolge und Rekorde
Als Spieler
- Deutscher Pokalsieger: 1985 (Bayer 05 Uerdingen)
- Aufstieg in die Bundesliga (2): 1975, 1979 (beide Bayer 05 Uerdingen)
- Deutscher Hallenpokalsieger: 1988 (Bayer 05 Uerdingen)

Als Trainer
- Aufstieg in die Bundesliga (7): 1992, 1994 (beide Bayer 05 Uerdingen), 1996 (MSV Duisburg), 2003 (1. FC Köln), 2005 (Eintracht Frankfurt), 2018 (Fortuna Düsseldorf), 2025 (1. FC Köln)
  - als Meister der 2. Bundesliga (3): 1992, 2018, 2025

Friedhelm Funkel ist der einzige Trainer im deutschen Fußballsport, der insgesamt siebenmal mit einer Zweitligamannschaft in die Bundesliga aufstieg. Funkel gilt damit als erfolgreichster Zweitligatrainer.
Rekorde
Im Mai 2011 hatte Funkel mehr als 1100 Einsätze als Spieler sowie Trainer in der Ersten und Zweiten Bundesliga. Er ist damit Rekordhalter im deutschen Profifußball. Im Oktober 2019 absolvierte Funkel gegen Hertha BSC sein 500. Bundesligaspiel als Trainer. Bei der im Juli 2019 vom Kicker durchgeführten Wahl zum Fußballtrainer des Jahres wurde Funkel Zweiter hinter Jürgen Klopp (FC Liverpool) und damit bestplatzierter Bundesligatrainer. In der Saison 2018/19 und der Saison 2019/20 war Funkel der älteste Bundesligatrainer. Am 28. Januar 2020 wurde Funkel zum Trainer des Jahres 2019 der Stadt Düsseldorf gewählt.

## Persönliches
Funkel ist seit dem 11. Juni 2017 in zweiter Ehe mit Anja Funkel (geb. Stapel) verheiratet. Er hat aus erster Ehe zwei erwachsene Töchter und lebt mit seiner Ehefrau in Krefeld. Sein Bruder Wolfgang Funkel ist ebenfalls Fußballtrainer und ehemaliger Fußballprofi. In den 1980er Jahren spielten beide Brüder gemeinsam bei Bayer Uerdingen.

## TV-Karriere
Seit dem Frühjahr 2025 gehört er zum Expertenteam von Sport1 bei den Samstag-Abend-Spielen. Er gab sein Debüt am 5. April 2025 am Mikro als Co-Kommentator des Spieles in der 2. Fußball-Bundesliga zwischen 1. FC Köln und Hertha BSC.